# Marco Prastaro
Marco Prastaro (Pisa, 8 de dezembro de 1962) é um clérigo italiano e bispo católico romano de Asti.
Marco Prastaro recebeu o sacramento da ordenação para a Arquidiocese de Turim em 22 de maio de 1988.
Até 1999 trabalhou na pastoral em diversas paróquias e depois foi para o Quênia como sacerdote fidei donum. Na África foi pároco em Lodokejek e vigário geral da diocese de Maralal de 2006 a 2010. Após seu retorno à Itália em 2012, tornou-se pároco da paróquia de Sant'Ignazio, em Turim, e responsável pela missão e sacerdotes estrangeiros da arquidiocese. Em 2016 foi nomeado vigário episcopal para a área metropolitana de Turim e moderador da cúria diocesana.
Em 16 de agosto de 2018, o Papa Francisco nomeou-o Bispo de Asti. O Arcebispo de Turim, Cesare Nosiglia, ordenou-o bispo em 21 de outubro do mesmo ano. Os co-consagradores foram seu antecessor Francesco Guido Ravinale e o Bispo de Maralal, Virgilio Pante IMC.